# Monte San Vito
Monte San Vito – miejscowość i gmina we Włoszech, w regionie Marche, w prowincji Ankona.
Według danych na styczeń 2010 gminę zamieszkiwało 6569 osób przy gęstości zaludnienia 303,7 os./1 km².